# Ridgefield (Connecticut)
Ridgefield és un poble del Comtat de Fairfield de Connecticut als Estats Units d'Amèrica.

## Demografia
Segons el cens del 2005 tenia 24.210 habitants.
Segons el cens del 2000, Ridgefield tenia 23.643 habitants, 8.433 habitatges, i 6.611 famílies. La densitat de població era de 265,1 habitants/km².
Dels 8.433 habitatges en un 43% hi vivien nens de menys de 18 anys, en un 70,6% hi vivien parelles casades, en un 6% dones solteres, i en un 21,6% no eren unitats familiars. En el 18,9% dels habitatges hi vivien persones soles el 7,5% de les quals corresponia a persones de 65 anys o més que vivien soles. El nombre mitjà de persones vivint en cada habitatge era de 2,78 i el nombre mitjà de persones que vivien en cada família era de 3,21.
Per edats la població es repartia de la següent manera: un 30,6% tenia menys de 18 anys, un 3,2% entre 18 i 24, un 27,8% entre 25 i 44, un 27,5% de 45 a 60 i un 10,9% 65 anys o més.
L'edat mediana era de 39 anys. Per cada 100 dones de 18 o més anys hi havia 89,4 homes.
La renda mediana per habitatge era de 107.351 $ i la renda mediana per família de 127.981 $. Els homes tenien una renda mediana de 100.000 $ mentre que les dones 50.236 $. La renda per capita de la població era de 51.795 $. Aproximadament l'1,3% de les famílies i el 2,4% de la població estaven per davall del llindar de pobresa.

## Poblacions properes
El següent diagrama mostra les poblacions més properes.